# Comuna Epureni, Vaslui
Epureni este o comună în județul Vaslui, Moldova, România, formată din satele Bârlălești, Bursuci, Epureni (reședința) și Horga.

## Așezare
Comuna este așezată în partea sud-estică a județului. Localitatea este tranversată de DN24A (Bârlad-Fălciu) precum și de o cale ferată, care trece tot printre cele două localități. Zona comunei este tranversată de râul Epureni, afluent al râului Mihona.

## Demografie
Componența etnică a comunei Epureni
     Români (93,71%)
     Alte etnii (0%)
     Necunoscută (6,29%)
Componența confesională a comunei Epureni
     Ortodocși (92,8%)
     Alte religii (0,63%)
     Necunoscută (6,57%)
Conform recensământului efectuat în 2021, populația comunei Epureni se ridică la 2.542 de locuitori, în scădere față de recensământul anterior din 2011, când fuseseră înregistrați 3.081 de locuitori. Majoritatea locuitorilor sunt români (93,71%), iar pentru 6,29% nu se cunoaște apartenența etnică. Din punct de vedere confesional, majoritatea locuitorilor sunt ortodocși (92,8%), iar pentru 6,57% nu se cunoaște apartenența confesională.

## Istorie
La sfârșitul secolului al XIX-lea, comuna făcea parte din plasa Târgul a județului Tutova și era alcătuită, ca și acum, din satele Epureni, Horga, Bârlălești și Bursuci, cu o populație de 1853 de locuitori. În comună exista o școală primară de băieți și patru biserici.
Anuarul Socec din 1925 consemnează comuna în plasa Murgeni din același județ, cu o populație de 1925 de locuitori.
În anul 1950, comuna a fost transferată la regiunea Bârlad și după 1956, la regiunea Iași. În anul 1968, comuna revine la județul Vaslui, reînființat;

## Politică și administrație
Comuna Epureni este administrată de un primar și un consiliu local compus din 11 consilieri. Primarul, Carmen Bîlbîe[*], de la Partidul Social Democrat, este în funcție din 2016. Începând cu alegerile locale din 2024, consiliul local are următoarea componență pe partide politice:
|  | Partid                    | Consilieri | Componența Consiliului | Componența Consiliului | Componența Consiliului | Componența Consiliului | Componența Consiliului | Componența Consiliului | Componența Consiliului | Componența Consiliului | Componența Consiliului | Componența Consiliului |
|  | ------------------------- | ---------- | ---------------------- | ---------------------- | ---------------------- | ---------------------- | ---------------------- | ---------------------- | ---------------------- | ---------------------- | ---------------------- | ---------------------- |
|  | Partidul Social Democrat  | 10         |                        |                        |                        |                        |                        |                        |                        |                        |                        |                        |
|  | Partidul Național Liberal | 1          |                        |                        |                        |                        |                        |                        |                        |                        |                        |                        |